# Chiesa di San Rocco (Losone)
La chiesa di San Rocco è un edificio religioso che si trova a Losone, in Canton Ticino.

## Storia
L'edificio venne eretto fra il 1584 ed il 1626. Il protiro antistante la facciata è stato aggiunto nel 1655. Il campanile è stato costruito nel 1741. Nel 1827 è stata aggiunta la cosiddetta cappella del Crocefisso ed è stata innalzata la navata. Nel 1855 è stato costruito il coro, affrescato nel 1860 da Giovanni Antonio Vanoni.

## Descrizione
La chiesa si presenta con una pianta ad unica navata sovrastata da una volta a botte.